# Łuków (rejon rożyszczeński)
Łuków (ukr. Луків) – wieś na Ukrainie, w obwodzie wołyńskim, w rejonie rożyszczeńskim, nad Styrem.
Pod koniec XIX w. wieś w powiecie łuckim.